# کلارندون (تگزاس)
کلارندون، تگزاس(به انگلیسی: Clarendon, Texas) شهری در ایالت تگزاس از ایالات جنوبی ایالات متحده آمریکا است. در سرشماری سال ۲۰۰۰، جمعیت این شهر ۱۹۷۴ نفر اعلام شد.